# فرودگاه شهری تروی
فرودگاه شهری تروی (به انگلیسی: Troy Municipal Airport) یک فرودگاه همگانی باربری با کد یاتا TOI است که یک باند فرود آسفالت دارد و طول باند آن ۱۵۲۷ متر است. این فرودگاه در کشور ایالات متحده آمریکا قرار دارد و در ارتفاع ۱۲۱ متری از سطح دریا واقع شده است.